# Izabela Krzyżanowska
Izabela Krzyżanowska (ur. 25 lutego 2004) – polska lekkoatletka specjalizująca się w chodzie sportowym.

## Kariera sportowa
Jest wielokrotną medalistką mistrzostw Polski juniorów w hali i na otwartym stadionie. Reprezentowała także Polskę w drużynowych mistrzostwach świata w chodzie sportowym w 2022 roku rozgrywanych w Maskacie, gdzie w chodzie na 10 km juniorów zajęła 25. miejsce. W 2023 wystąpiła na drużynowych mistrzostwach Europy w Podiebradach – w wyścigu U20 na dystansie 10 km osiągnęła 20. pozycję.
W 2024 zdobyła w Toruniu brązowy medal na halowych mistrzostwach Polski seniorów na dystansie 3000 m.
Od 2023 roku reprezentuje klub ALKS AJP Gorzów Wielkopolski, a wcześniej była zawodniczką STS Pomerania Szczecinek. Od 2023 trenerem jest Agnieszka Woźniak, a wcześniej rolę tę pełnili naprzemiennie Dorota, Jakub i Andrzej Juniewiczowie.

## Osiągnięcia

### Seniorzy – krajowe
| Rok  | Impreza                            | Miejsce | Konkurencja    | Pozycja    | Wynik    |
| ---- | ---------------------------------- | ------- | -------------- | ---------- | -------- |
| 2024 | Halowe mistrzostwa Polski seniorów | Toruń   | chód na 3000 m | 3. miejsce | 13:59,24 |

### Juniorzy – krajowe
| Rok  | Impreza                               | Miejsce   | Konkurencja    | Pozycja    | Wynik    |
| ---- | ------------------------------------- | --------- | -------------- | ---------- | -------- |
| 2021 | Mistrzostwa Polski juniorów młodszych | Włocławek | chód na 5000 m | 3. miejsce | 25:11,09 |
| 2022 | Halowe mistrzostwa Polski juniorów    | Rzeszów   | chód na 3000 m | 2. miejsce | 14:33,96 |
| 2022 | Mistrzostwa Polski juniorów           | Radom     | chód na 10 km  | 2. miejsce | 51:25,12 |
| 2022 | Mistrzostwa Polski juniorów           | Gdańsk    | chód na 20 km  | 2. miejsce | 1:49:03  |
| 2023 | Halowe mistrzostwa Polski juniorów    | Rzeszów   | chód na 3000 m | 2. miejsce | 14:28,90 |
| 2023 | Mistrzostwa Polski juniorów           | Lublin    | chód na 10 km  | 2. miejsce | 51:45,79 |
| 2023 | Mistrzostwa Polski juniorów           | Gdańsk    | chód na 20 km  | 2. miejsce | 1:49:20  |